# MH II. Rákóczi Ferenc 14. Műszaki Ezred
A Magyar Honvédség II. Rákóczi Ferenc 14. Műszaki Ezred a Magyar Honvédség egyetlen műszaki ezrede. A Magyar Honvédség csapatainak tevékenységének műszaki támogatása a haza védelme, a szövetségben vállalt kötelezettségek teljesítése és a békeműveletek sikere érdekében, az alárendelt alegységek felkészítésével, készenlétben tartásával, az anyagi-technikai eszközök készletképzésével, hadrafoghatóságának biztosításával.

## Története
A területet, ahol a jelenlegi Damjanich laktanya objektuma áll, a város adományozta a honvédségnek 1933-ban. Ekkor - mint első katonai szervezet - a Pápáról áthelyezett Simonyi Óbester Huszárezred vette birtokba. Az alakulat katonái bevetésre kerültek Szerbiában a II. Világháború idején, ahol hatalmas veszteségeket szenvedtek, az állomány jelentős része életét vesztette a harcokban, illetve amerikai hadifogságba került. A második világháború után különböző fegyvernemi alakulatok és szakcsapatok állomásoztak a laktanyában.

### Az alakulat jogelődjeiként az alábbi műszaki egységek, alegységek említhetők meg
- I. Magyar Vasútépítő Ezred
- 53. Műszaki Zászlóalj (Szentendre)
- 28. Műszaki Ezred (Csongrád)
- Önálló Műszaki Gépkezelő Kiképző Zászlóalj (Szentes)
- MH Műszaki Géptechnikai Kiképző Központ (Orosháza)
- 23. Műszaki Zászlóalj (Orosháza)
- Műszaki Kiképző Központ (Orosháza)
- 15. Stratégiai Pontonos Dandár (Szentes)
- 15. Damjanich János Pontonos Hidász Ezred (Szentes)

1991. augusztusában, három katonai szervezet - Műszaki Kiképző Központ (Orosháza), 28. Műszaki Ezred (Csongrád), és a 15. Damjanich János Pontonos Hidász Ezred (Szentes) - állományából megalakult a 87. Műszaki Technikai Ezred. Az ezred megalakulását követően jelentős változásokon ment keresztül, de tevékenységében hű maradt a műszaki hagyományokhoz. 1993-ban az ezred csapatzászlót kapott Szentes várostól, felvette annak nevét, így 87. Szentes Műszaki Ezred néven működött tovább. Tevékenysége során folyamatosan részt vett a műszaki gépkezelők kiképzésében, természeti katasztrófák következményeinek felszámolásában és az 1996. február 5-től az IFOR, később az SFOR kötelékében működő Magyar Műszaki Kontingens felkészítésében, kiszolgálásában. 1996 - 1997 újabb változást jelentett az alakulat életében, ugyanis a Magyar Köztársaság honvédelmi minisztere 72/1996. számú határozatában Alapító Okiratot adott ki, melynek értelmében a 60. Szeged Műszaki Dandár, a 87. Szentes Műszaki Ezred és a 37. II. Rákóczi Ferenc Műszaki Ezred jogutódjaként, 1996. december 1-jei hatállyal új költségvetési szervet hozott létre. Az új szervezet 1997. március 1-jei hatállyal megkezdte működését az MH 37. II. Rákóczi Ferenc Műszaki Dandár néven. 2007. március 1-jén a dandárt felszámolták, és egy új, zászlóaljszintű szervezet alakult meg. A  MH 37. II. Rákóczi Ferenc Műszaki Zászlóalj. Az alakulat 2010. június 15-én szervezeti változáson esett át újra. Tevékenységét MH 37. II. Rákóczi Ferenc Műszaki Ezred néven folytatja tovább.
2023. január 1-jétől az alakulat kibővült feladatrendszerrel az MH II. Rákóczi Ferenc 14. Műszaki Ezred néven kezdte meg feladatai ellátását. Az átalakuló MH Bocskai István 11. Páncélozott Hajdúdandártól átvette a Művelettámogató Műszaki Zászlóaljat.

## Szervezeti felépítése, alegységei
- I. Vezető szervek:
  - Parancsnokság
  - Törzs
- II. Biztosító alegységek:
  - Törzstámogató Század
- III. Végrehajtó alegységek:
  - Művelettámogató Műszaki Zászlóalj
  - Hídépítő zászlóalj
  - Műszaki támogató zászlóalj
  - Víztisztító század
- IV. Logisztika alegységek:
  - Logisztikai század
- V. Helyőrségtámogató alegységek
  - Helyőrségtámogató parancsnokság